# Parallelia iotrigona
Parallelia iotrigona är en fjärilsart som beskrevs av Hans Zerny 1916. Parallelia iotrigona ingår i släktet Parallelia och familjen nattflyn. Inga underarter finns listade i Catalogue of Life.